# Nationaal park Blue Lagoon
Het nationaal park Blue Lagoon is een nationaal park in Zambia. Het ligt in het noordelijke deel van de Kafue Flats in de Central Province van Zambia. Het is ongeveer 500 km² groot en het is goed toegankelijk. Het ligt op ongeveer 100 km ten westen van Lusaka.
De hoofdloop van de Kafue ligt ongeveer 10 kilometer ten zuiden van de zuidgrens van het park. Het park is vergelijkbaar met het nationaal park Lochinvar ten zuiden van de Kafue Flats.
Kuddes van de Kafuelechwe komen voor in de overstroomde gebieden, sitatoenga's in de moerassen en zebra's, rietbokken en kafferbuffels grazen in de drogere delen van het gebied. Een groot aantal vogelsoorten kan worden gezien in het gebied, vooral watervogels.

De Kafue Flats met het nationaal park Blue Lagoon in het noorden en nationaal park Lochinvar in het zuiden.